# Tranvia Voghera-Stradella
La tranvia Voghera-Stradella era una linea tranviaria interurbana a vapore che collegò le città di Voghera e Stradella dal 1883 al 1931.

## Storia
L'introduzione del tram nel vogherese si deve ai fratelli Piero e Rodolfo Belcredi, originari di Bergamo, che nel 1882 ottennero la concessione per la costruzione e l'esercizio di una tranvia a vapore tra Voghera e Stradella. La concessione fu ceduta il 20 gennaio 1883 alla Società per le Ferrovie del Ticino (SFT), attiva tra Piemonte e Lombardia nella costruzione e gestione di ferrovie e tranvie.
Sotto la gestione SFT lavori procedettero speditamente: entro il mese di marzo 1883 erano stati posati i binari sull'intero percorso, tanto che il 16 aprile fu possibile effettuare il primo viaggio di prova e il successivo 30 aprile la tranvia fu inaugurata.
Nel 1914 fu concesso alla SFT il prolungamento della tranvia sino a Santa Maria della Versa, mai realizzato a causa della prima guerra mondiale e delle difficoltà che ad essa seguirono.
La linea, che col passare del tempo non fu più in grado di soddisfare i bisogni di mobilità delle popolazioni locali, fu soppressa il 10 luglio 1931 e sostituita con un servizio di autobus.

## Percorso
| Unknown route-map component "CONTgq" | Station on transverse track | Unknown route-map component "CONTfq" |

| Unknown route-map component "uexKBHFa" |

| Unknown route-map component "uexCONTgq" | Unknown route-map component "uexABZgr" |  |

|  | Unknown route-map component "uexhKRZWae" |

| Unknown route-map component "uexBHF" |

| Unknown route-map component "uexHST" |

| Unknown route-map component "uexBHF" |

| Unknown route-map component "uexBHF" |

| Unknown route-map component "uexBHF" |

| Unknown route-map component "uexHST" |

| Unknown route-map component "uexBHF" |

| Unknown route-map component "uexBHF" |

| Unknown route-map component "uexHST" |

| Unknown route-map component "uexBHF" |

| Unknown route-map component "uexKBHFe" |

Il capolinea sorgeva presso la stazione ferroviaria: da qui si imboccava la circonvallazione fino a piazza San Bovo, da cui si diramava la linea per Rivanazzano e Salice Terme; superato il ponte sul fiume Staffora la tranvia attraversava Borgo San Pietro, si superava la barriera del Dazio e si imboccava la provinciale per Piacenza oltrepassando un ponte a quattro luci sullo Staffora.
La linea proseguiva quindi in un paesaggio di pianura ai piedi degli Appennini, toccando le località di Campoferro, Calcababbio (dal 1894 denominata Lungavilla), Montebello della Battaglia, Casteggio, Fumo, Verzate, Vicomune, Broni e Stradella.
Il capolinea di Stradella si trovava davanti all'ospedale cittadino, ed era dotato di un magazzino e di una rimessa. Dopo alcuni anni dall'apertura della linea il capolinea fu spostato di 200 metri verso l'interno della città, fino al portone d'ingresso della casa di Agostino Depretis, all'epoca Presidente del Consiglio dei ministri; nel 1896, però, si ritornò al capolinea originario poiché si verificavano spesso problemi di manovra.

## Materiale rotabile
Sulla tranvia prestarono servizio dodici locomotive a vapore bidirezionali di tipo tranviario a due assi, realizzate tra il 1881 e il 1883 dalla Henschel & Sohn. Le prime tre unità, come usuale all'epoca, furono battezzate con nomi di località toccate dalla linea, rispettivamente Voghera, Stradella e Broni.
Il materiale trainato era costituito da 21 carrozze passeggeri a due assi e 10 carri merci, simili a quelli utilizzati dalla SFT su altre linee.
Tutto il materiale rotabile era usato anche sulla linea per Rivanazzano-Salice.

### Materiale motore - prospetto di sintesi
| Unità   | Anno di costruzione | Costruttore     | Quantità | Tipo     | Velocità massima |
| ------- | ------------------- | --------------- | -------- | -------- | ---------------- |
| 30 ÷ 35 | 1881                | Henschel & Sohn | 6        | a 2 assi | 20 km/h          |
| 50 ÷ 56 | 1883                | Henschel & Sohn | 6        | a 2 assi | 30 km/h          |